# Iglesia de Jesucristo (Drewita)
La Iglesia de Jesucristo (Drewita) es una organización cismática en el Movimiento de los Santos de los Últimos Días que se organizó en 1965 como una escisión de la Iglesia de Jesucristo de los Santos de los Últimos Días (Strangita).

## Historia
A principios de la década de 1950, Theron Drew, miembro de la iglesia strangita, conoció a Merl Kilgore, quien en ese momento era el líder de otro grupo de santos de los últimos días llamado: "Orden de los Hijos de Leví de Sion". Drew estaba convencido de que Kilgore era el "Uno Poderoso y Fuerte" profetizado en las escrituras mormonas y que Kilgore debería convertirse en el sucesor de James Strang, para dirigir la iglesia strangita. Sin embargo, poco después de promocionar a Kilgore, Drew cambió de opinión. Cuando Drew se reunió nuevamente con la iglesia strangita, fue rechazado y excomulgado por ellos en 1965. Drew, su familia y un pequeño número de partidarios organizaron la iglesia drewita, afirmando que Drew era el verdadero sucesor de la Iglesia de Cristo fundada por Joseph Smith. La iglesia drewita se reunía en una granja que anteriormente era propiedad de Wingfield W. Watson, uno de los primeros líderes de los strangitas. Theron Drew murió en 1978 y el liderazgo de la iglesia pasó a su hijo, Richard Drew. La iglesia strangita demandó a la iglesia drewita para recuperar algunos documentos en posesión de Theron Drew, pero la demanda no tuvo éxito.